# Eike Emrich
Eike Emrich (* 17. Juni 1957 in Odenbach; † 20. April 2023) war ein deutscher Sportsoziologe und ‑ökonom sowie Hochschullehrer.

## Leben
Nach dem Abitur am Paul-Schneider-Gymnasium in Meisenheim studierte er von 1977 bis 1984 die Fächer Sportwissenschaft, Soziologie und Volkswirtschaftslehre an der Universität des Saarlandes, Diplomabschlüsse 1981 und 1984. Danach war er von 1984 bis 1987 Wissenschaftlicher Assistent bei dem Rechtssoziologen Christian Helfer, Promotion 1988 in Soziologie an der Universität des Saarlandes 1988. Im selben Jahr  wurde ihm die Leitung des Olympiastützpunktes Saarland (ab 1992 Olympiastützpunkt Rheinland-Pfalz/Saarland) übertragen, ab 1993 war er zusätzlich Hauptgeschäftsführer des Landessportverbandes für das Saarland, des Trägers des OSP. Während der ganzen Zeit nahm er unterschiedliche Lehraufträge wahr, publizierte zahlreiche Forschungsarbeiten und habilitierte sich an der Johannes Gutenberg-Universität Mainz 1994/95 mit einer Arbeit zur Effektivität von Sportförderung. Im Jahr 2000 wurde er auf den Lehrstuhl für Sportentwicklung an der Johann Wolfgang Goethe-Universität Frankfurt am Main berufen, 2005 nahm er unter mehreren Rufangeboten das der Universität des Saarlandes wahr und übernahm den Lehrstuhl für Sportökonomie und Sportsoziologie.
In seinen empirischen Analysen untersuchte er ein weites Spektrum soziologischer und ökonomischer Fragen im Bereich des gesamten Sports sowie im Bereich der ökonomischen und soziologischen Bildungsforschung.
Ferner war er im Direktorium des Europäischen Instituts für Sozioökonomie e. V. (EIS), das sich mit vielfältigen ökonomischen und soziologischen Fragen vorwiegend im Bereich von Nonprofit-Organisationen befasst. WorldCat z. B. weist im Jahr 2015 insgesamt 300 Arbeiten aus, die lediglich sportwissenschaftlich relevante Literatur berücksichtigende Datenbank des Bundesinstitutes für Sportwissenschaft verzeichnet zum März 2016 insgesamt 405 Einträge.
Daneben hatte er wiederholt ehrenamtliche Führungsfunktionen in Sportorganisationen, z. B. bis 2012/13 als Vizepräsident der Stiftung Sporthilfe Rheinland-Pfalz/Saarland und seit 2011/12 als Vorsitzender des Kuratoriums Sportwissenschaft des Landessportbundes Rheinland-Pfalz. Von 2004 bis 2009 war er Vizepräsident Leistungssport des Deutschen Leichtathletik-Verbands (DLV).